# Sciomyza antica
Sciomyza antica är en tvåvingeart som först beskrevs av Walker 1853.  Sciomyza antica ingår i släktet Sciomyza och familjen kärrflugor. Inga underarter finns listade i Catalogue of Life.